# Plat principal

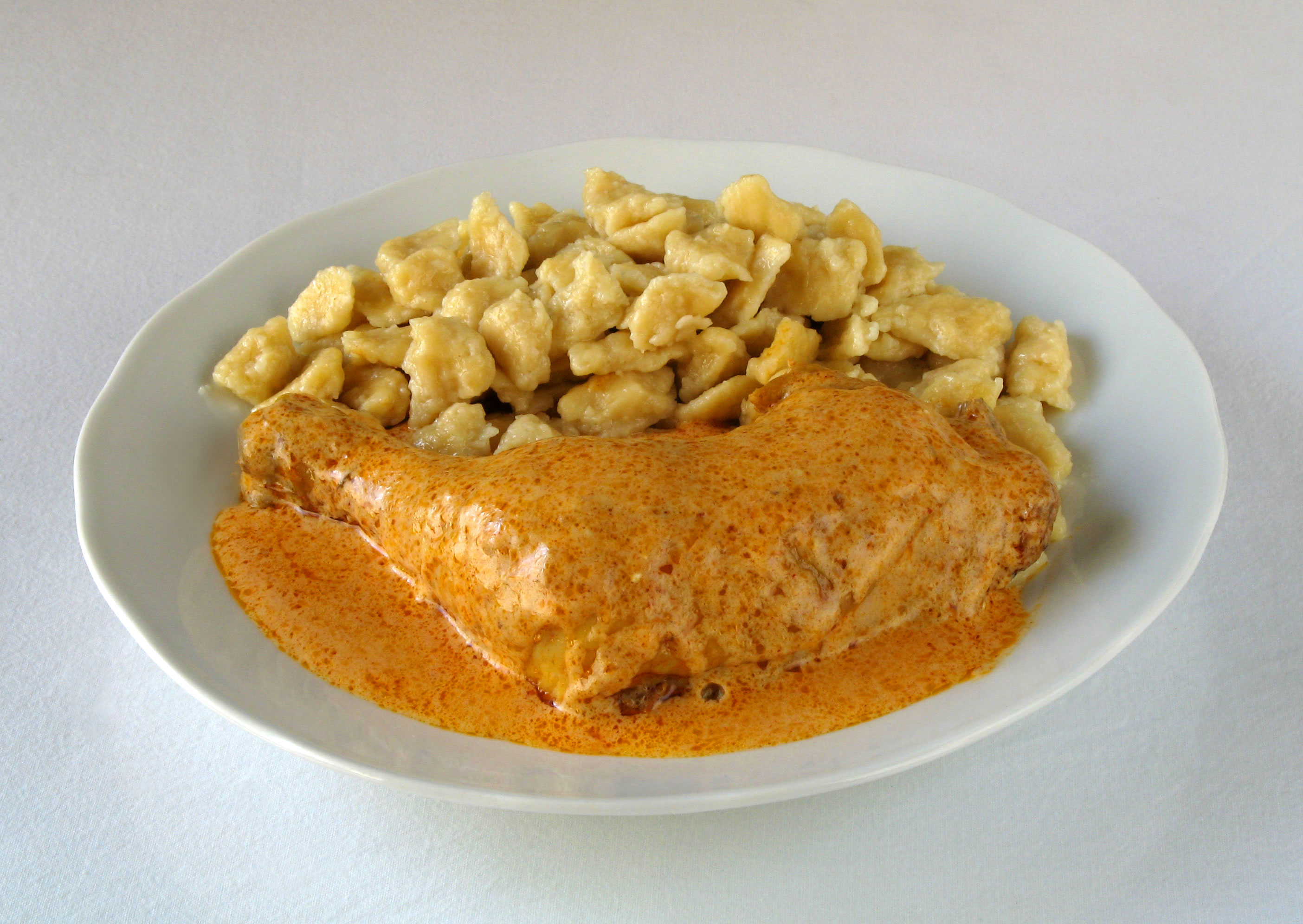
Pollastre amb salsa de paprika típic plat principal de la cuina hongaresa.

El plat principal (de vegades anomenat segon plat) d'un menjar, sol representar el plat que per la seva grandària o rellevància se serveix a part. Per regla general se sol servir després dels entremesos o l'amanida. El plat principal d'un menú sol consistir en el més contundent, el més complex o elaborat i el més saborós. Sol estar format per carn, peix i en algunes ocasions per verdura. Els plats precedents solen ser de menor mida i importància, per regla general està compost de sopa, amanida i/o aperitius diversos.
En el disseny del menú el plat principal sol ocupar en la seqüència de plats servits una posició de clímax, en aquest disseny els plats precedents solen tenir característiques que 'reforcen' l'aparició en escena del plat principal. Des d'un punt de vista fisiològic dels plats precedents solen tenir la missió de calmar la gana i relaxar l'ambient amb l'objecte de mostrar el plat principal. En un disseny de dos plats, per regla general, el plat principal és el segon plat, és per això que se sol anomenar segon plat. En els dissenys de menús actuals en què s'esmenta el menú degustació no hi ha un plat principal.